# Équipe des îles Féroé de football
Cet article traite de l'équipe masculine. Pour l'équipe féminine, voir Équipe des îles Féroé féminine de football.
 (juillet 2022).
Si vous disposez d'ouvrages ou d'articles de référence ou si vous connaissez des sites web de qualité traitant du thème abordé ici, merci de compléter l'article en donnant les références utiles à sa vérifiabilité et en les liant à la section « Notes et références ».
Maillots
Actualités
L'équipe des îles Féroé de football est la sélection de joueurs de football féroïens représentant le pays lors des compétitions internationales sous l'égide de la Fédération des îles Féroé de football, affilée à la FIFA en 1988 et à l'UEFA en 1990. A ce jour, l'archipel féroïen est la quatrième nation la moins peuplée de tous les membres de l'UEFA avec 53 800 habitants soit la population de la commune de Vannes dans le Morbihan.
La sélection féroïenne n'a jamais participé à une seule phase finale de Coupe du monde de la FIFA ou du Championnat d'Europe de l'UEFA. L'équipe a également participé à d'autres compétitions telles que les Jeux des îles, remportés à deux reprises en 1989 et 1991, lors des deux seules éditions auquel ils ont participé. Enfin, en 2001, la sélection féroïenne a participé à la dernière édition du Championnat nordique.
Les Féroïens jouent, depuis 2012, la totalité de leurs matchs à domicile dans le stade Tórsvøllur de la capitale Tórshavn, celui-ci a une capacité de 5 000 places. En décembre 2024, l'équipe est classée 137e du classement FIFA après avoir débuté 94e de celui-ci en 1992.

## Histoire

### Naissance d'une sélection régionale (1930-1935)
Le football est un sport très populaire dans l’archipel, sinon le plus populaire. Il commença d'être joué aux îles Féroé vers la fin du XIXe siècle et sa pratique prit progressivement de l'ampleur. Néanmoins, les Féroïens, en raison de l’exigüité de leur territoire, de son éclatement en différentes îles et des conditions climatiques difficiles qui y règnent, mirent du temps avant de parfaire l’organisation de ce sport. Alors que le premier club, le Tvøroyrar Bóltfelag aussi nommé TB Tvøroyri, fut créé  en 1892, il a fallu attendre 50 ans pour assister à la création d'un championnat national officiel, en 1942, soit trois ans après la naissance de l'Association des sports des îles Féroé (ISF), qui délégua ensuite à l'Association de football des îles Féroé (FSF – Fótbóltssamband Føroya), le soin de prendre en charge le développement de la discipline.
Les Féroé ont intégré la FIFA le 2 juillet 1988, et ont rejoint l'UEFA le 18 avril 1990. Cependant, bien avant cette date, une sélection féroïenne exista, qui débuta ces activités dès 1930. À cette époque, les Féroé ne sont encore qu'une province du Danemark et l'équipe évolue sous le statut d'équipe régionale. Le premier match eut lieu aux Shetland le 10 juin 1930 contre la sélection locale et ce furent les Shetland qui l'emportèrent en battant les Féroé 5 à 1. Deux autres matches amicaux furent joués dans le courant du mois, le 12 et 14 juin, toujours contre les Shetland, mais les Féroé n'arrivèrent qu'à accrocher un match nul (1-1) et s'inclinèrent lourdement lors du dernier match (0-3). Un mois plus tard, en juillet 1930, fut organisé contre l'équipe d'Islande de football (alors Royaume dont le souverain était également celui du Danemark) le premier match de la sélection à domicile. Ce match fut aussi le premier match contre l'Islande, l'adversaire contre qui les Féroé ont joué le plus de matchs. Les Féroé s'inclinèrent 1 à 0. En 1935, les îles Féroé disputèrent le premier Trophée Adam Shield contre les Shetland : nouvelle déconvenue, les Shetland l’emportèrent par cinq buts à deux.

### L'Après-guerre (1948-1979): les îles Féroé s'aguerrissent
De 1935 à 1948, les îles Féroé ne jouèrent plus aucun match. 1948 vit la réapparition de la sélection féroïenne - les Féroé étant désormais territoire autonome du Danemark - qui obtint sa première victoire contre les voisins des Shetland, 4-1, pour son seul match de l'année, match qui lui permit de remporter l'Adam Shield. De 1948 à 1967, toujours dans le cadre du trophée Adam Shield, les Féroé rencontrèrent régulièrement les îles Shetland, ainsi que l'équipe seconde d’Islande (l’Islande étant une République indépendante depuis 1944). On retiendra la mémorable défaite des îles Féroé contre les réservistes islandais, en 1962 (0-10), mais aussi une série de cinq victoires consécutives contre les îles Shetland, de 1957 à 1967, qui permirent aux îles Féroé de conserver définitivement le trophée.

Le logo de la FSF, identique depuis 1979.

Entre 1968 et 1973, les îles Féroé prirent part, en compagnie des Orcades et des Shetland, à Coupe de l'Atlantique Nord, organisée à l’instigation d’un homme d’affaires féroïen : le bilan est mitigé, sur quatre rencontres les îles Féroé en remportèrent quatre et furent défaits à quatre reprises. Ils furent devancés par les Orcades, mais se placèrent devant les Shetland.

De 1972 à 1976, les îles Féroé jouèrent chaque année contre l'Islande: preuve que son statut commençait à évoluer, les Islandais envoyaient désormais leur sélection A. La modeste sélection féroïenne subit la loi de son voisin : cinq matches, cinq défaites, trois buts marqués et vingt-deux encaissés. Néanmoins, en 1974, chez elles, les îles Féroé génèrent l'Islande, qui ne s’imposa que par trois buts à deux. En 1979, alors qu’elle n’avait plus joué depuis trois ans, les Féroé battirent les Orcades (4-3). Quelques mois après cette victoire, fut créée la FSF, le 13 janvier 1979 qui remplaça l'ancienne ÍSF (Association des sports des Îles Féroé). Celle-ci a pour objectif d'améliorer les conditions de travail des officiels, des entraîneurs, des arbitres ainsi que les infrastructures qui sont engazonnés.

### Développement et progrès du football féroïen (1979-1988)
Les années 1980 furent l’occasion pour les îles Féroé de briller davantage. La jeune FSF, chargée de l'organisation des compétitions nationales et de l'amélioration des conditions de travail des entraîneurs, des officiels et des arbitres, ainsi des infrastructures, prit notamment la décision de faire installer des terrains engazonnés sur les îles. En 1980, les Féroé prirent part à la Coupe du Groenland : l'équipe féroïenne vainquit sans coup férir la sélection groenlandaise et s’inclina de peu devant l'Islande (1-2), chez cette dernière. En 1981, une série de matchs fut disputée contre les Shetland, qui confirma la suprématie des Féroé sur les autres sélections régionales de la mer du Nord (deux victoires et un match nul). Néanmoins, en 1982, les Féroé s’inclinèrent par deux fois, chez elles, devant le voisin islandais, mais tint en échec, en 1982, la sélection des espoirs du Danemark (1-1). En 1983, les Féroé remportèrent, devant le Groenland, la Coupe du même nom, et firent plutôt bonne figure lors de la dernière édition de cette coupe, en 1984, en tenant, chez celle-ci, l'Islande en échec (0-0). En 1985, les Féroé, après une victoire aux Shetland contre une sélection de ces îles, déposa de nouveau les armes, sur la plus petite marge qui soit, devant l'Islande, chez cette dernière (défaite 0-1).

### L'intégration au sein du football international et le«miracle de Landskrona»(1988-1990)

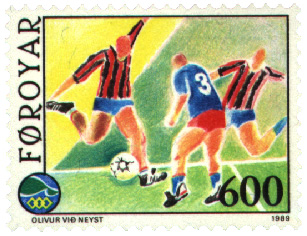
Timbre féroïen dédié au football, à l'occasion des Jeux des îles (1989).

En 1988, grâce à la Fédération des îles Féroé de football (FSF), les Féroé furent affiliées à la FIFA et jouèrent leur premier match reconnu officiellement contre l'Islande à Reykjavik. Ce match se solda par une défaite des îles Féroé 1 à 0. Néanmoins, dans un premier temps, avant que de pouvoir disputer les tours préliminaires aux grandes compétitions internationales, les Féroïens ne délaissèrent pas tout à fait les compétitions régionales : ils remportèrent les tournois de football aux Jeux des îles, en 1989 et 1991. Afin de s’aguerrir, la sélection disputa également quelques matches contre les équipes olympiques de Finlande (match nul, 2-2), de Norvège et de Suède, ainsi qu’un match contre l’équipe islandaise espoirs (match nul, 2-2). Enfin, en guise d’adieu définitif à ces sélections régionales voisines qui ont permis la progression du football féroïen, les îles Féroé rencontrèrent (et défirent) les îles Shetland en 1990. Le 14 avril 1990, les îles Féroé remportèrent leur premier match officiel, contre le Canada (1-0), à domicile.
Les Féroé prennent part à leur première série de matchs en 1990 lors des éliminatoires du Championnat d'Europe de football 1992. En septembre 1990, ils jouent ainsi leur premier match comptant pour une compétition officielle et internationale contre l'Autriche. Le match se déroule en Suède, à Landskrona, à cause de l'absence de stade disposant de pelouse aux îles Féroé. L'équipe féroïenne était alors exclusivement composée de joueurs amateurs et peu de gens ne s'attendait à autre chose qu'une (large) victoire autrichienne. Toutefois, les Féroïens créèrent la surprise et réussirent à gagner le match 1-0 grâce à un but de Torkil Nielsen, qui manqua même d'inscrire un deuxième but plus tard dans le match. L'Autriche n'arrivait pas à marquer et le gardien féroïen d'alors, Jens Martin Knudsen, devint célèbre autant grâce à ses parades face aux attaquants autrichiens qu'à son célèbre bonnet. Ce match est aujourd'hui appelé le « Miracle de Lanskrona ».
Après cet exploit, les Féroïens arrivent à obtenir un autre point, à Belfast, les féroïens tiennent en échec l'Irlande du Nord. Perdant l'ensemble de ses autres matchs dont une lourde défaite, 7 buts à 0, en Yougoslavie. La sélection féroïenne termine à la dernière place de son groupe, à égalité avec l'Autriche, avec un bilan, d'une victoire, un match nul et six défaites, pour un total de 3 points. Lors de ces 8 matchs, l'équipe féroïenne marque à trois reprises (lors des trois premiers matchs) mais encaisse 26 buts soit une différence de buts de -23.

### Premières participations et victoires (1990-1998)
Par la suite, les îles Féroé restèrent dans le bas du classement de ses groupes de qualification pour les championnats d'Europe et les coupes du monde. Néanmoins, l'adhésion des Îles Féroé à ces instances internationales leur a permis d'améliorer leur niveau de jeu. Dans les années 1990, les deux premiers terrains gazonnés furent mis en place, et les joueurs féroïens furent de plus en plus nombreux à s'exiler à l'étranger, surtout au Danemark, en Islande et en Norvège.
Les qualifications pour la coupe du monde 1994 sont un désastre pour les Îles Féroé. L'équipe perd la totalité de ses matchs, Uni Arge marque le seul but de la sélection lors de ses 10 matchs et encaisse 38 buts dont 7 contre la Roumanie et 6 contre les Pays de Galles. L'équipe termine avec le pire bilan, tout groupe confondu, c'est la seule sélection qui perd la totalité de ses matchs. Après une défaite, 7 buts à zéro, en amical, face à la Norvège, le sélectionneur islandais Páll Guðlaugsson est remplacé en intérim, par Johan Nielsen et Jógvan Norðbúð qui entraîne l'équipe pour le dernier match contre la Roumanie, perdu 4 buts à zéro.

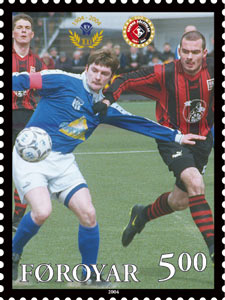
La FSF va rallonger la 1. Deild dont KÍ et HB sont les plus titrés.

En 1994, Allan Simonsen est nommé sélectionneur de l'équipe féroïenne. Ce dernier va faire considérablement évoluer le football féroïen, passant d'un niveau de jeu amateur à un niveau de jeu plus professionnel. À sa demande, le FSF rallongea le championnat local pour augmenter le niveau de ses joueurs. Pour les éliminatoires à l'Euro 1996, l'équipe féroïenne tombe dans le groupe 8 comportant notamment Saint-Marin, adversaire du même acabit que la sélection féroïenne. Après 5 défaites dont les premières en encaissant 5 buts, les Féroïens battent Saint-Marin, trois buts à zéro, remportant son premier match depuis le « Miracle de Landskrona » en 1990. C'est la première fois que les Féroïens gagnent sur un autre score qu'un but à zéro. Ce fut jusqu'en 2021, la plus grande victoire féroïenne depuis son affiliation à la FIFA. Marquant beaucoup de buts mais encaissant beaucoup, l'équipe féroïenne joue offensif, preuve, la défaite, 5 buts à 2 à Toftir face à la Russie. Lors de l'avant-dernière journée, l'équipe remporte son second match contre Saint-Marin à l'extérieur, sur le score de trois buts à un. C'est la première fois que les Féroïens remportent un match à l'extérieur. Finalement, les Féroïens terminent à l'avant-dernière place de son groupe, avec 6 points, marquant 10 buts et encaissant 35 buts, soit une différence de buts de -25.
Pour les qualifications à la Coupe du monde 1998, l'équipe termine 5e sur 6 et obtient un total de 6 points, lors de deux victoires consécutives contre Malte, deux fois sur le score de deux buts à un. C'est la première fois que les Féroïens remportent deux matchs consécutifs. En revanche, l'équipe perd tous ses autres matchs dont certains sur des scores surprenants. En effet, lors de la troisième journée, l'équipe perd contre l'Espagne, deux buts à six, puis s'incline lourdement face à Serbie-et-Monténégro, huit buts à un. Au total, l'équipe marqua à 10 reprises dont 3 buts par Todi Jónsson mais encaissa 31 buts, soit une différence de buts de -21. Durant l'année 1997, l'équipe s'impose en Estonie face à la sélection locale, deux buts à zéro lors d'un match amical. Cette victoire montre les progrès de l'équipe féroïenne depuis l'arrivée d'Allan Simonsen.

### Allan Simonsen puis Henrik Larsen: de bonnes performances (1998-2004)

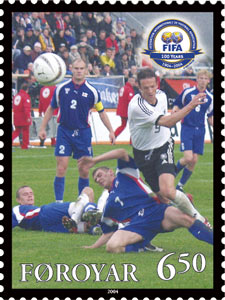
La sélection féroïenne face à l'Allemagne, lors des qualifications pour l'Euro 2004.

Pour les qualifications à l'Euro 2000, l'équipe tombe dans un groupe comportant des équipes comme l'Estonie, battue l'an passé ou encore la Lituanie et l'Écosse. Lors du premier match, l'équipe s'incline lourdement en Estonie, cinq buts à zéro puis s'incline par deux fois, un but à zéro face à la Bosnie-Herzégovine et la Tchéquie. Lors des quatre prochains matchs, la Landsliðið obtient de bons résultats, faisant 3 matchs nuls. Tout d'abord, ils tiennent le zéro à zéro en Lituanie puis s'incline de peu en Écosse (deux buts à un) avant de faire match nul, à domicile, un but partout contre ces derniers. Enfin ils font de nouveau match nul, cette fois-ci face à la Bosnie-Herzégovine, deux buts partout. Après cela, la Landsliðið s'incline lors de ses trois derniers matchs sur de faibles scores (un ou deux buts à zéro). Finalement, l'équipe termine dernière de son groupe, engrangeant 3 points en 10 matchs (3 matchs nuls pour 7 défaites), marquant seulement 4 buts dont deux par Uni Arge et encaissant 17 buts, son plus faible nombre de buts encaissés, dont 7 lors des deux matchs face à l'Estonie.
Entre 2000 et 2001, l'équipe participe à la dernière édition du Championnat nordique. La sélection s'incline lors de ses trois premiers matchs contre la Finlande, l'Islande et le Danemark. Lors de la quatrième journée, l'équipe arrive à obtenir un point lors d'un zéro à zéro face à la Suède. Le dernier match contre la Norvège ne sera joué, le résultat ne changeant rien au classement final.
Lors des qualifications à la Coupe du monde 2002, l'équipe obtient son meilleur total de points. En effet, dès le premier match, l'équipe obtient le match nul, face à la Slovénie, deux buts à deux après une remontée fantastique, étant mené 2-0 à la 90e minute. Puis, après une lourde défaite en Suisse, cinq buts à un, l'équipe s'impose deux buts à zéro face au Luxembourg, au stade Josy-Barthel. Ensuite, l'équipe s'incline à quatre reprises, perdant notamment 6 buts à 0 face à Serbie-et-Monténégro puis s'impose de nouveau face à la sélection du Grand-Duché, un but à zéro, à Toftir, dans des conditions climatiques compliquées (pelouse gorgée d'eau). Enfin, lors des deux derniers matchs, l'équipe s'incline trois buts à zéro face à la Russie et la Slovénie. Finalement, l'équipe termine 5e sur 6 avec 7 points, un record, marquant 6 buts et encaissant 23 buts soit une différence de buts de -17.
Pour les qualifications à l'Euro 2004, Henrik Larsen remplace Allan Simonsen au poste de sélectionneur de l'équipe féroïenne. L'équipe débute par un match nul face à l'Écosse. Après avoir mené deux buts à zéro et ratant de peu le 3-0, l'Écosse revient en marquant deux fois, à deux buts partout. Après cela, l'équipe perd l'ensemble de ses matchs mais toujours de peu. En effet, après une défaite, deux buts à zéro en Lituanie, l'équipe est à deux doigts d'accrocher un match nul en Allemagne, butant sur le poteau à la 90e minute. En juin et août 2003, l'équipe s'incline deux fois face à l'Islande sur le score de deux buts à un et est battu par l'Allemagne, deux buts à zéro. Enfin, en septembre 2003, l'équipe est battue à deux reprises par la Lituanie et l’Écosse sur le score de trois buts à un. Finalement, l'équipe termine dernière avec un seul point (1 match nul et 7 défaites), marquant à 7 reprises mais encaissant 18 buts, soit une différence de buts de -11, la meilleure différence de buts obtenue par la sélection féroïenne, à ce jour.
Durant cette période, l'équipe s'illustre aussi dans de nombreux matchs amicaux. Ils font match nul, zéro à zéro face à Andorre, ils battent le Liechtenstein à trois reprises, par deux fois un but à zéro et trois buts à un. Surtout, en 2003, ils s'imposent par deux fois, face au Kazakhstan, deux buts à un et trois buts à deux. En 2004, ils s'imposeront face au Luxembourg, quatre buts à deux. Pour la première fois, les Féroïens marquent à quatre reprises dans un seul match. De plus, ils battront contre Malte, trois buts à deux, à Toftir. Durant cette période, ils joueront quatre autres matchs amicaux, contre la Pologne où ils perdront deux buts à un en 2002 et six buts à zéro, deux ans plus tard. Ils affronteront aussi les Pays-Bas en 2004, face à qui ils s'inclineront trois buts à zéro ainsi que l'Islande en 1999 où ils perdront un but à zéro, pour leur premier match international dans le nouveau stade Tórsvøllur, situé dans la capitale Tórshavn. Ces bons résultats montrent que l'équipe s'améliore d'années en années, notamment défensivement où elle encaisse deux fois moins de buts que lors de leurs premières phases de groupe d'éliminatoires.

### Une équipe au plus bas (2004-2008)

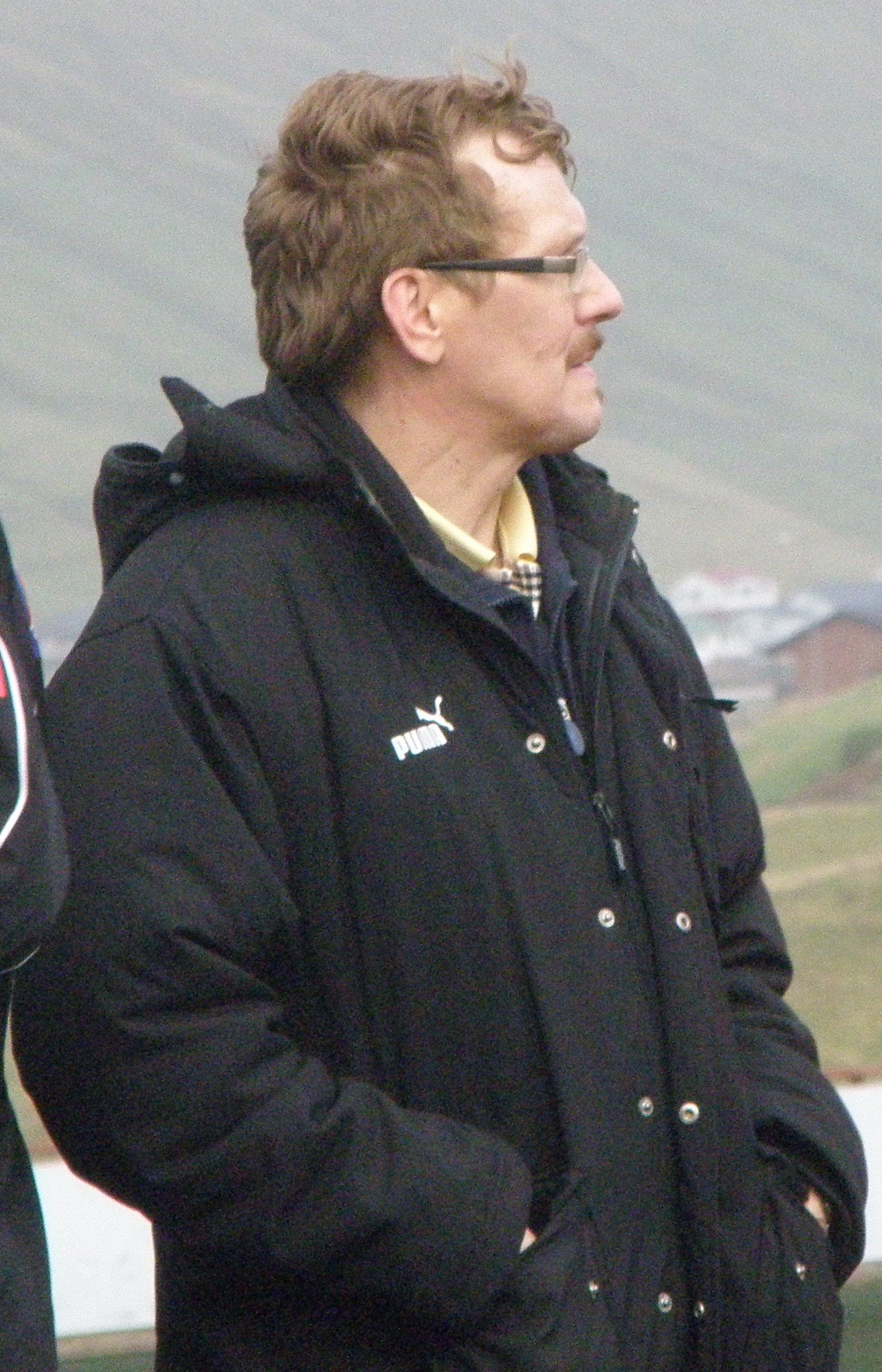
Jógvan Martin Olsen, le premier sélectionneur féroïen de la sélection (hors intérim).

Lors des qualifications à la coupe du monde 2006, l'équipe encaisse une lourde défaite dès la première journée, elle s'incline six buts à zéro face à la Suisse. L'équipe s'incline seulement deux buts à zéro face à la France, futur finaliste de la Coupe du monde. A Nicosie, l'équipe obtient son seul point de la compétition après avoir tenu en échec, Chypre deux buts à deux après avoir longtemps mené deux buts à un face aux chypriotes. Les Féroïens s'inclinent lors des sept autres matchs de qualification, en tenant, Israël, deux buts à un. Finalement, l'équipe termine dernière de son groupe avec un seul point en dix rencontres.
À partir de 2006, le nouvel entraîneur Jógvan Martin Olsen qui fut adjoint de Allan Simonsen et d'Henrik Larsen, durant 9 années et qui est le premier sélectionneur féroïen nommé par la FSF, doit faire face au départ en retraite de nombreux cadres de l'équipe. Le nouveau sélectionneur a la mission de reconstruire une équipe avec la nouvelle génération. L'effectif sur le terrain évoluant et l'inexpérience ont eu pour conséquence, des résultats catastrophiques, en plus de tomber dans un groupe comportant l'Italie et la France, vainqueur et finaliste de la précédente Coupe du monde. Dès son premier match, l'équipe s'incline lourdement, à domicile, 6-0 face à la Géorgie pourtant adversaire le plus faible du groupe. Ils s'inclinent au match suivant, de nouveau 6-0 face à l'Écosse. Pourtant, malgré ces résultats catastrophiques, l'équipe tient face à l'Italie, s'inclinant, à domicile, que deux buts à un face aux champions du monde. Finalement, l'équipe féroïenne termine dernière de son groupe, avec un bilan désastreux, 0 points inscrits en 12 matchs, 4 buts marqués, tous par Rógvi Jacobsen pour 43 buts encaissés soit le pire bilan de toutes ses participations à des éliminatoires.
Au cours de l'été 2008, l'équipe dispute deux matchs amicaux et s'incline à deux reprises. Tout d'abord face à l'Estonie où elle s'incline quatre buts à trois, il s'agit de la seule fois où les Féroïens ont marqué trois buts sans remporter le match. Peu après, la sélection féroïenne est battue cinq buts à zéro par le Portugal.

### Une nouvelle génération et l'arrivée de Brian Kerr (2008-2011)

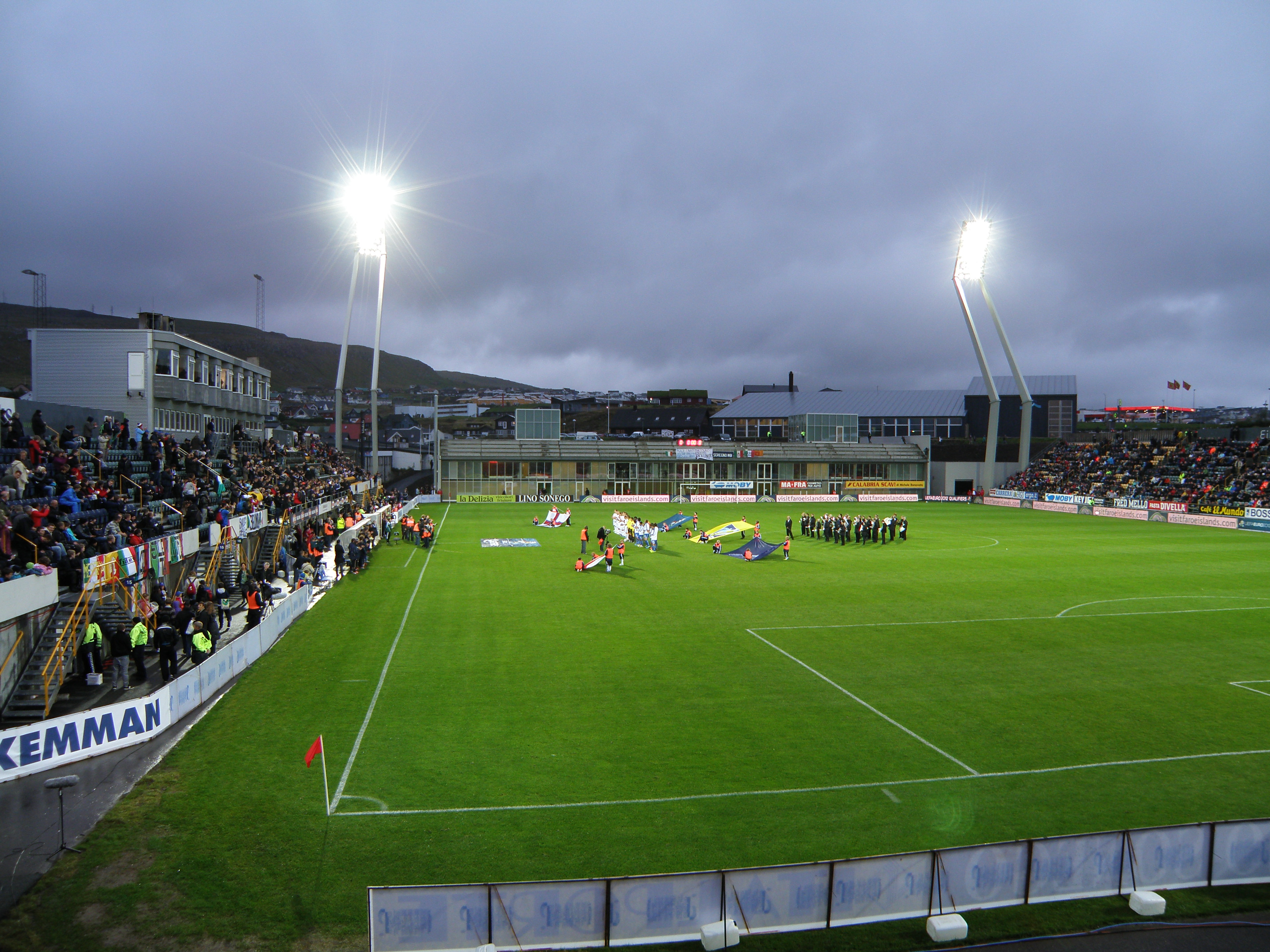
Les Féroïens face à l'Italie, lors des qualifications pour l'Euro 2012.

Au cours du tour préliminaire de la coupe du monde 2010, le 11 octobre 2008, les joueurs féroïens obtinrent un match nul 1 à 1 contre l'Autriche, après avoir mené au score grâce à un but de Bogi Løkin, fils d'un joueur du célèbre match de Landskrona en 1990. Ils battirent ensuite 2 à 1 l'équipe de Lituanie, le 9 septembre 2009.
 Lors de ces éliminatoires, elle tint même tête à la France en ne s'inclinant que par 1 à 0. Lors du second match, en revanche, les Français s'imposèrent face aux îles Féroé 5-0.
Lors des éliminatoires à l'Euro 2012, l'équipe de Brian Kerr remporte quatre points en dix matchs et terminèrent dernier de son groupe malgré de bonnes performances contre l'Estonie lors du match aller, défaite 2-1 contre l'équipe qui finira second du groupe et enfin font match nul 1-1 contre l'Irlande du Nord. Plus tard, les îles Féroé s'imposent contre la modeste équipe d'Estonie, second de la poule, sur le score de 2-0 pour son dernier match dans le stade Svangaskarð de Toftir. Lors de l'avant-dernière journée, ils perdirent seulement 1-0 contre l'Italie, futur finaliste de la compétition.

### L'arrivée de Lars Olsen et la double victoire grecque (2011-2019)

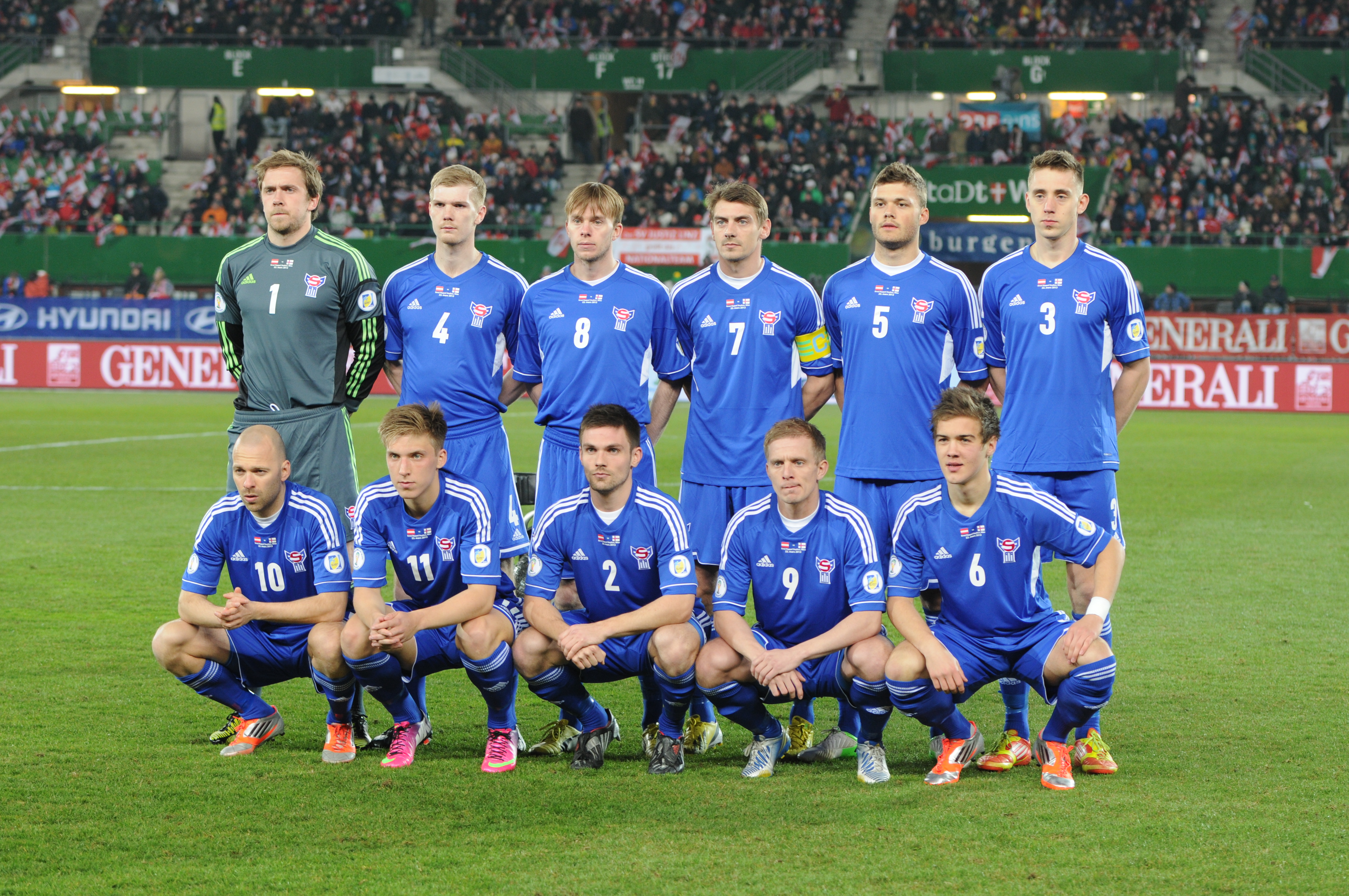
La sélection féroïenne face à l'Autriche, le 22 mars 2013

En 2011, Lars Olsen remplace Brian Kerr au poste d'entraineur. Pour son premier match au poste d'entraineur, l'équipe perd 2-0 contre l'Islande. Pour les qualifications à la Coupe du monde 2014, l'équipe tombe dans le groupe de l'Allemagne, la Suède, l'Autriche, l'Irlande et le Kazakhstan. Les éliminatoires se passent mal pour les Féroé qui ne remportent aucun match, fait un nul face au Kazakhstan à domicile et perd tous ses autres matchs. Malgré avoir pris un seul point, l'équipe a perdu seulement d'un but contre la Suède et le Kazakhstan, mais a lourdement perdu 6 buts à zéro contre l'Autriche.
Le 1er mars 2014, l'équipe féroïenne affronte Gibraltar, nouvellement accepté dans l'UEFA et s'imposent quatre buts à un, grâce à un doublé de Christian Holst, un but de Jóan Símun Edmundsson et un but de Hallur Hansson. C'est la première fois depuis 10 ans, que dans une rencontre officielle, les Féroïens marquent à quatre reprises, il égale le record de la plus grosse qui était une victoire, à domicile, face à Saint-Marin, le 25 mai 1995 pour le compte des qualifications à l'Euro 1996.

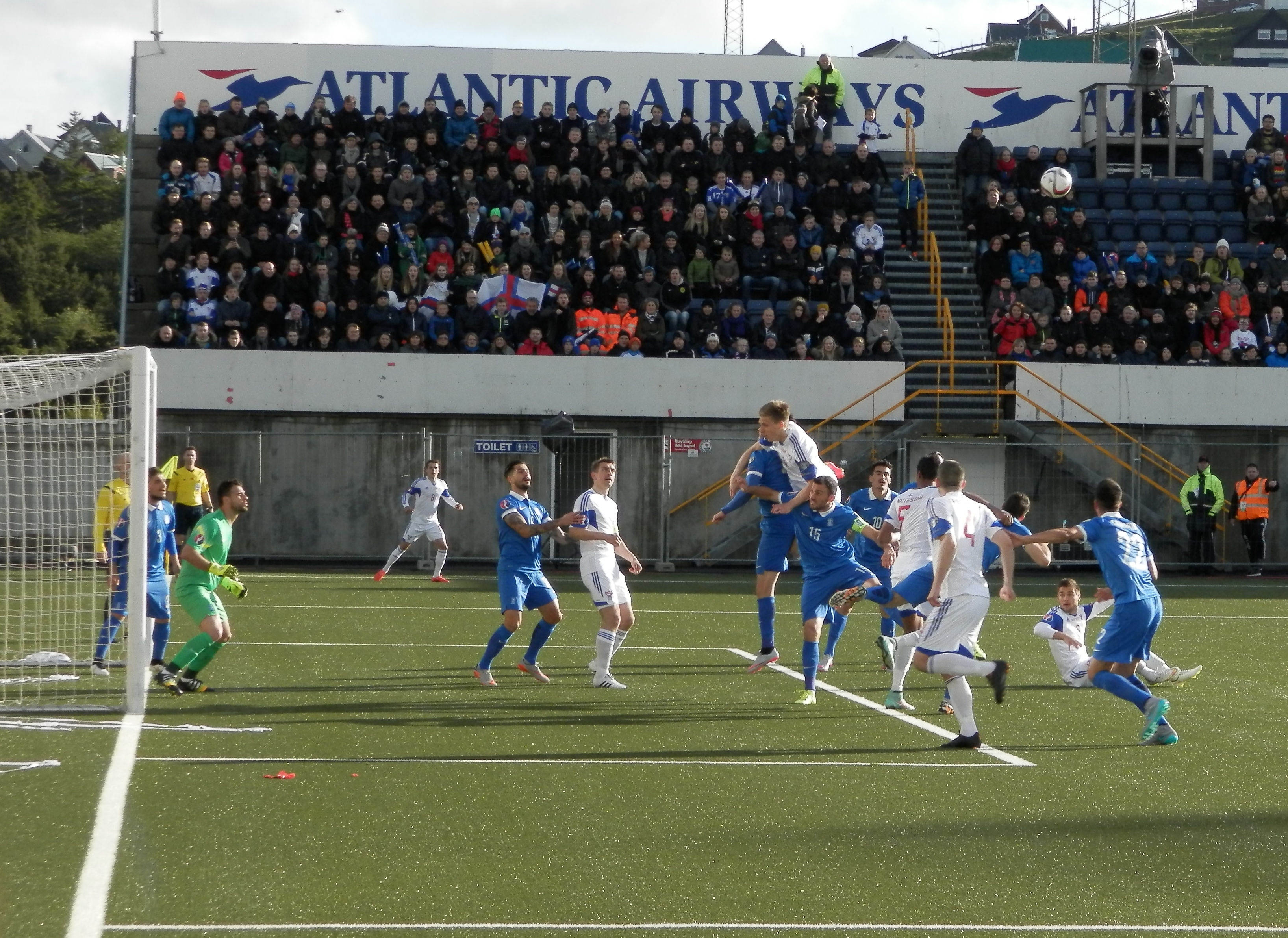
Les Féroïens face à la Grèce, lors des qualifications pour l'Euro 2016.

 Pour les quaifications à l'Euro 2016, l'équipe tombe dans le groupe de la Grèce, de la Hongrie, de la Roumanie, de la Finlande et de l'Irlande du Nord. Durant ces qualifications, les Îles Féroé crée un exploit. Le 14 novembre 2014, elle crée une énorme surprise en allant s'imposer 0-1 en Grèce, 8e de finaliste de la précédente Coupe du monde et entrainée par Claudio Ranieri, licencié à la suite de cette défaite. Les Îles Féroé renouvellent la performance au match retour, le 13 juin 2015, en s'imposant 2-1 contre la Grèce. Finalement, l'équipe termine cinquième du groupe devant la Grèce avec 2 victoires contre cette dernière et 8 défaites.
Lors des éliminatoires de la coupe du monde 2018, les Îles Féroé entament bien leur campagne avec un nul 0-0 contre la Hongrie (huitième de finaliste du dernier euro) et une victoire 0-2 contre la Lettonie pour ses deux premiers matchs, avant de subir une lourde défaite 6-0 contre le Portugal, champion d'Europe en titre. En octobre 2016, l'équipe atteint la 74e place au classement FIFA, meilleure position au classement de l'équipe depuis la création du classement. Quoi qu'il en soit, ces résultats globalement positifs s'intègrent dans une amélioration régulière du niveau de cette équipe. Après cela, ils s'inclinent en Suisse, deux buts à zéro et prennent un point à Andorre, en faisant match nul, zéro à zéro. L'équipe s'incline de nouveau contre la Suisse, deux buts à zéro. Au Portugal, l'équipe s'incline cinq buts à un puis s'impose un but à zéro face à Andorre. Enfin, ils font match nul, zéro à zéro, face à la Lettonie et s'incline un but à zéro en Hongrie. Ils terminent les qualifications pour la coupe du monde avec un bilan de 9 points, un record. Ils remportent 2 victoires, fait 3 matchs nuls et perd à 5 reprises, ils terminent 4e sur 6 de son groupe.

Les Féroïens participent à la première Ligue des nations.

Lors de la première édition de la Ligue des nations de l'UEFA 2018-2019, les Féroïens terminent 3e sur 4 avec 5 points, une victoire, deux matchs nuls et trois défaites. En effet, ils battent Malte, trois buts à un, à domicile et à deux reprises obtiennent un match nul, contre le Kosovo, à domicile et contre Malte, à l'extérieur, tous deux sur le score d'un but partout. L'équipe s'inclina à 3 reprises contre le Kosovo, deux buts à zéro et contre l'Azerbaïdjan, à deux reprises, deux buts à zéro et trois buts à zéro.
Cependant, pour les qualifications à l'Euro 2020, le club tombe dans le groupe F et le premier match au Ta'Qali Stadium est perdu contre Malte 2-1. En ayant raté un pénalty, l'équipe est menée 2-0 à la 98e minute de jeu ; Thomsen marque alors, mais ce but est insuffisant pour égaliser. Lors du deuxième match en Roumanie, les Iles Féroé perdent le match 4-1 en marquant sur pénalty. Le troisième match et le 1er à domicile, les joueurs de Lars Olsen affrontent l'équipe d'Espagne et perd 4-1 comme contre la Roumanie. Le quatrième match contre la Norvège est aussi perdu 2-0. Les trois prochains sont perdus 4-0 contre la Suède, 4-0 contre l'Espagne et 3-0 contre la Roumanie. Lors de la huitième journée, ils affrontent Malte pour le match retour à domicile et le remportent 1-0 grâce à un but de Baldvinsson à la 71e minute. Ils perdent leurs deux derniers matchs contre la Norvège 4-0 et contre la Suède 3-0. Finalement, ils terminent 5e sur 6 du groupe avec 3 points, avec un mauvais bilan, 1 victoire pour 9 défaites, seulement 4 buts marqués pour 30 buts encaissés, terminant devant Malte grâce au but de Jákup Thomsen, à Malte.

### L'arrivée de Håkan Ericson (depuis 2019)
Håkan Ericson remplace Lars Olsen à la tête de l'équipe le 16 décembre 2019. Lors de la seconde édition de la ligue des nations, les Iles Féroé évoluent dans le groupe 1 de la Ligue D avec comme adversaires Malte, Andorre et la Lettonie. En mars, l'équipe devait jouer contre le Danemark et Andorre et en juin contre l'Islande mais ils sont reportés.
Lors de la Ligue des nations 2020-2021, les Iles Féroé battant Malte 3-2 à domicile le 3 septembre 2020 puis Andorre 1-0 le 6 septembre à l'extérieur, enchaînant ainsi deux succès consécutifs pour la première fois depuis 1997.
En octobre 2020, l'équipe s'incline lourdement contre le Danemark, quatre buts à zéro puis en Ligue des nations, l'équipe fait match nul 1 à 1, à domicile contre la Lettonie puis gagne de nouveau à domicile contre Andorre, deux buts à zéro.
Au bout de quatre matchs de Ligue des Nations, l'équipe trône à la première place du groupe 1 de Ligue D. Le mois suivant, l'équipe s'incline contre la Lituanie à Vilnius, deux buts à un. Trois jours plus tard, à Riga, les Féroïens font de nouveau match nul en Ligue des nations contre la Lettonie un but partout. Un succès contre la Lettonie aurait permis aux Îles Féroé de valider leur promotion en Ligue C.
Le 17 novembre 2020, à la suite du match nul contre Malte, l'équipe d'Håkan Ericson termine première de son groupe et remporte pour la première fois une compétition officielle. L'équipe est donc promue en Ligue C pour la prochaine édition. Avec 12 points en 6 matchs, l'équipe bat son record de points pris lors d'une compétition qui était de 9 points lors des Éliminatoires de la Coupe du monde de football 2018.
En 2020, l'équipe féroïenne compte dans son effectif 12 joueurs professionnels évoluant dans les championnats allemands, norvégiens, danois, suédois et islandais alors que lors de Îles Féroé-Autriche à Landskrona en 1990, tous les joueurs étaient amateurs.
Le 25 mars 2021, la Landsliðið dispute son premier match dans le cadre des Éliminatoires de la Coupe du monde 2022 en Moldavie et obtient le match nul, un but partout, contre l'équipe moldave. Trois jours plus tard, les Féroïens s'inclinent à Vienne, trois buts à un face à l'Autriche malgré l'ouverture du score de Sonni Nattestad. Enfin, l'équipe s'incline quatre buts à zéro face à l'Écosse à Glasgow. Sur ces trois matchs, l'équipe a remporté un point.
Le 7 juin 2021, les Féroïens remportent un match amical contre le Liechtenstein, 5 buts à 1, ce qui constitue la plus grosse victoire de l'histoire de l'équipe. L'ancien record était une victoire, 3-0 contre Saint-Marin et le Liechtenstein et 4-1 contre Gibraltar.
En septembre, octobre et novembre 2021, les féroïens disputent leurs sept autres matchs des Éliminatoires de la Coupe du monde 2022. Tout d'abord, l'équipe féroïenne s'incline de nouveau lourdement face à Israël, quatre à zéro puis tient tête au Danemark, s'inclinant seulement un but à zéro. Trois jours plus tard, l'équipe enregistre sa première victoire dans le groupe, face à la Moldavie, deux buts à un. Le mois suivant, l'équipe s'incline à domicile, deux buts à zéro face à l'Autriche puis tient tête à l'Écosse, s'inclinant seulement un but à zéro. Enfin, en novembre, l'équipe s'incline trois buts à un au Danemark, Klæmint Olsen marque le premier but qu'encaisse l'équipe danoise dans ce groupe. Pour son dernier match, l'équipe tient tête à Israël, s'inclinant trois buts à deux. Finalement, les îles Féroé terminent 5e sur 6 avec 4 points, 7 buts marqués pour 23 buts encaissés.
Pour la troisième édition de la Ligue des nations de l'UEFA, l'équipe évolue en Ligue C, dans un groupe comportant la Turquie, le Luxembourg et la Lituanie. L'équipe s'incline en Turquie, quatre buts à zéro puis s'incline à domicile, face au Luxembourg, un but à zéro, l'équipe étant diminuée à la suite de deux cartons rouges. Lors de son troisième match face à la Lituanie, l'équipe enregistre sa première victoire en Ligue C, deux buts à un puis obtient un match nul au Luxembourg, deux buts partout après avoir été mené deux buts à zéro, Jóannes Bjartalíð marquant à deux reprises en trois minutes.

## Infrastructures
Entre 1989 et 1991, les rencontres amicales des Îles Féroé se joue pour l'entièreté au stade Gundadalur situé à Tórshavn, domicile du HB Tórshavn et du B36 Tórshavn et pouvant alors accueillir plus de 5 000 personnes, à l'exception de la seconde rencontre les opposant au Canada, qui est joué à Klaksvík, au stade Við Djúpumýrar, acceillant le KÍ Klaksvík, pouvant alors aussi accueillir plus de 5 000 personnes.

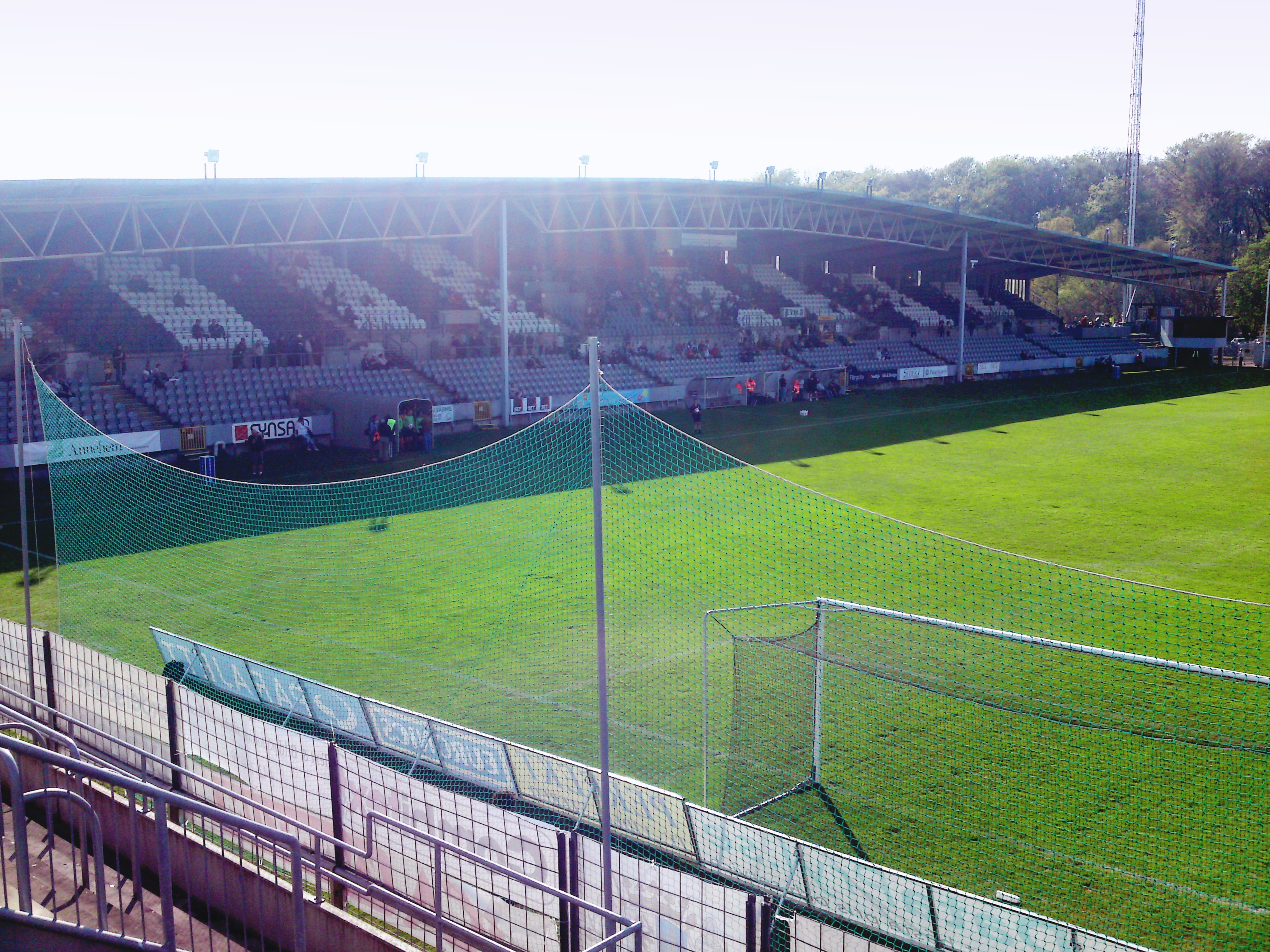
Le stade de Landskrona ayant accueilli les Féroïens pour les qualifications à l'Euro 1992.

Malheureusement, ces terrains ne sont pas aux normes imposées par la FIFA et l'UEFA, en effet ils imposent que la pelouse soit naturelle (en herbe), or aucun terrain dans l'archipel féroïen ne respecte cette contrainte. À la suite de cela, la Landsliðið doit trouver un terrain d'appui afin de disputer les matchs de qualifications pour l'Euro 1992. Finalement la Fédération des îles Féroé de football (FSF) tombe en accord avec la ville de Landskrona, situé en Suède et jouera ses matchs dans le stade de la ville, le Landskrona Idrottsplats ayant une capacité de 11 000 places. L'équipe y joue ses quatre matchs de qualifications à domicile contre l'Autriche, le Danemark, l'Irlande du Nord et la Yougoslavie.
Le premier match, contre l'Autriche restera célèbre comme « Le miracle de Landskrona ». En effet, les Féroïens, pour la totalité amateurs, s'imposent un but à zéro sur un but de Torkil Nielsen face à des autrichiens tous joueurs professionnels.

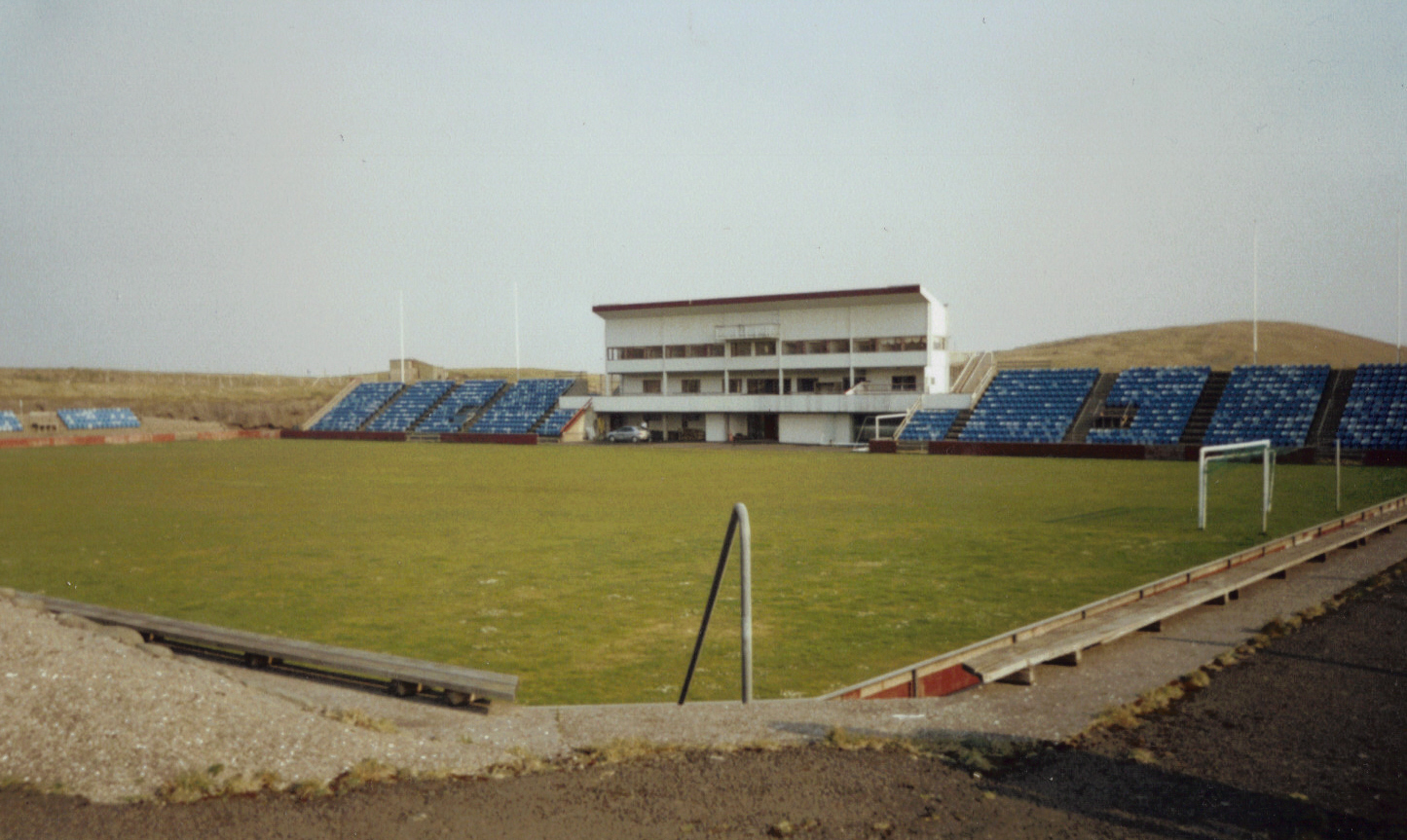
Le stade Svangaskarð accueillant les Féroïens de 1992 à 2011.

À partir de l'année 1992, la Landsliðið va pouvoir ses matchs officiels sur son territoire puisque le stade Svangaskarð, situé à Toftir vient d'être rénové et dispose à présent d'une pelouse naturelle. Le stade, pouvant accueillir plus de 6 000 personnes accueillent dès lors, l'entièreté des matchs de l'équipe féroïenne. En 1997, le match contre Malte est joué devant 6 642 spectateurs soit la meilleure affluence pour un match de la Landsliðið à domicile. Même si ce nombre peut paraître faible, cela représente 15 % de la population totale de l'archipel, qui compte à l'époque 44 000 habitants.

Le 9 juillet 1999, le nouveau stade Tórsvøllur est inauguré à Tórshavn, celui-ci à une capacité de 6 040 places assises. La première rencontre de la Landsliðið qu'il accueille, l'oppose, à l'Islande dans le cadre d'un match amical. Dès à présent, la Landsliðið alterne, jouant une partie de ses matchs à Tórsvøllur et une autre partie à Svangaskarð, pour ses matchs de qualifications mais aussi pour ses matchs amicaux. 

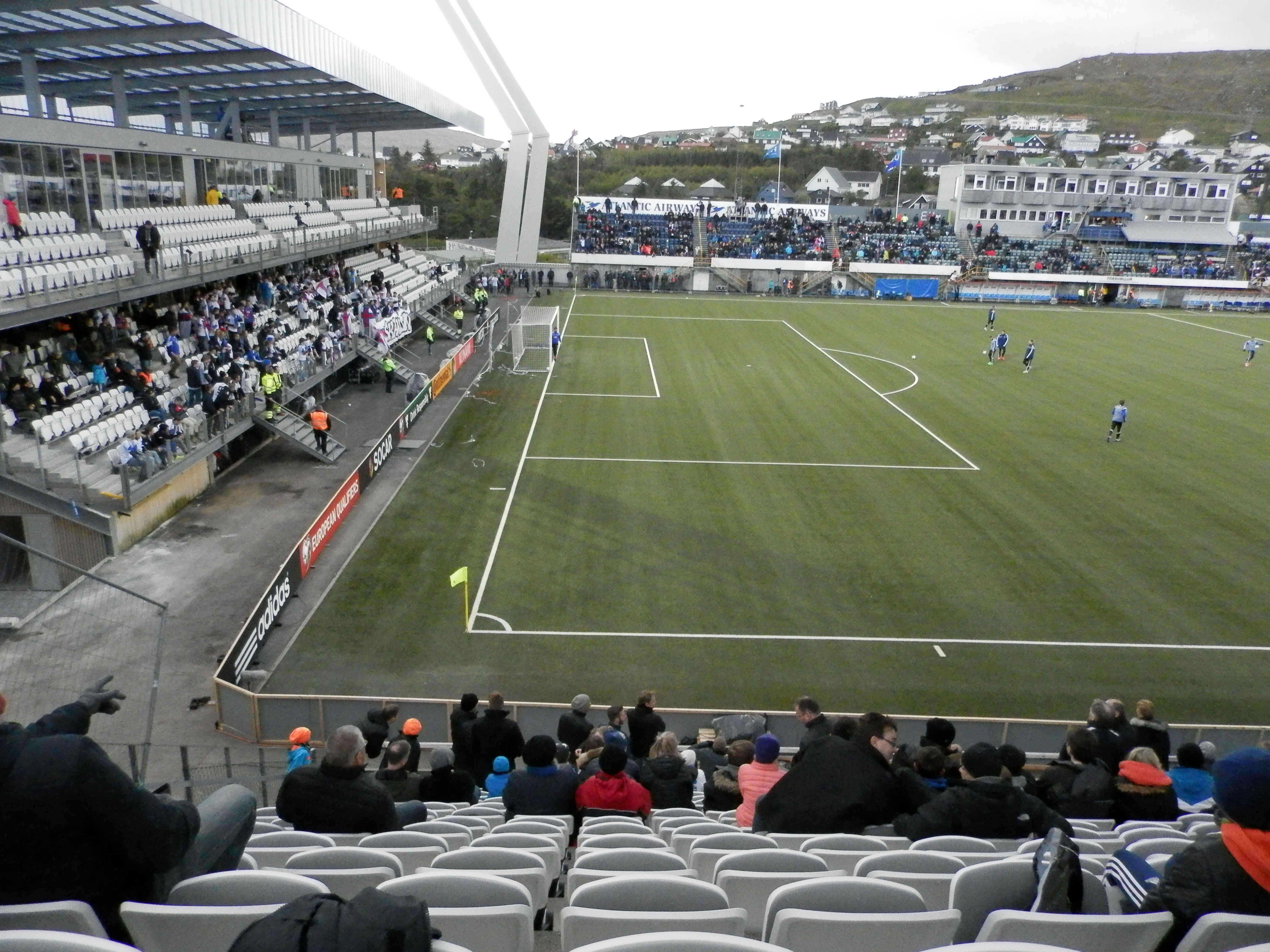
Tórsvøllur lors de Îles Féroé - Grèce.

En général, le stade Tórsvøllur accueille les matchs face à des équipes plus importantes comme la France et l'Italie. Le stade Svangaskarð accueillant des matchs opposant les Féroïens à des équipes moins importantes comme le Luxembourg ou la Slovénie. Cette situation d'alternance va rester de même jusqu'en 2011, où le stade Svangaskarð accueille son dernier match de la Landsliðið, jusqu'à aujourd'hui, contre l'Estonie.
À partir de 2012, le stade Tórsvøllur, alors en rénovation, accueille la totalité des matchs de l'équipe nationale féroïenne. Il accueillera notamment la seconde victoire féroïenne sur la Grèce, le 13 juin 2015. Depuis 2021, la rénovation du stade est terminée et il peut accueillir 5 000 à 5 500 personnes assises. Le 4 septembre 2021, il accueille son premier match international depuis la fin de sa rénovation opposant les Féroïens au Danemark. Le match remporté par les Danois est disputé devant 4 620 spectateurs.

Ce stade est actuellement le seul à pouvoir accueillir les rencontres compétitives de la sélection féroïenne.

## Palmarès

### Parcours enCoupe du monde
L'équipe des Îles Féroé n'a jamais participée à la phase finale d'une Coupe du monde. Elle est inscrite pour la première fois aux qualifications à la Coupe du monde 1994 aux États-Unis. Elle remporte ses premiers points le 30 avril 1997, lorsqu'elle bat l'Malte, deux buts à un. La meilleure performance est faite pour la Coupe du monde 2018 où l'équipe a engrangé 9 points en 10 matchs. Sa plus grande victoire a lieu deux fois, le 24 mars 2001 où l'équipe féroïenne bat le Luxembourg, à l'extérieur, deux buts à zéro et le 7 octobre 2016, où la Landsliðið bat, à l'extérieur, la Lettonie, deux buts à zéro. La plus lourde défaite a lieu deux fois, le 6 mai 1992, l'équipe s'est incliné sept buts à zéro, face à la Roumanie et le 6 octobre 1996, où l'équipe est battue huit buts à un par l'équipe de Serbie-et-Monténégro.
| Année | Position     |      | Année         | Position |                       | Année | Position |
| 1930  | Non inscrite | 1974 | Non inscrite  | 2010     | Non qualifiée         |       |          |
| 1934  | Non inscrite | 1978 | Non inscrite  | 2014     | Non qualifiée         |       |          |
| 1938  | Non inscrite | 1982 | Non inscrite  | 2018     | Non qualifiée         |       |          |
| 1950  | Non inscrite | 1986 | Non inscrite  | 2022     | Non qualifiée         |       |          |
| 1954  | Non inscrit  | 1990 | Non inscrite  | 2026     | Éliminatoire en cours |       |          |
| 1958  | Non inscrite | 1994 | Non qualifiée | 2030     | À venir               |       |          |
| 1962  | Non inscrite | 1998 | Non qualifiée | 2034     | À venir               |       |          |
| 1966  | Non inscrite | 2002 | Non qualifiée |          |                       |       |          |
| 1970  | Non inscrite | 2006 | Non qualifiée |          |                       |       |          |

| Résultats des Îles Féroé lors des éliminatoires à la Coupe du monde |                             |        |            |     |    |   |   |    |    |     |      |           |
| Année                                                               | Parcours                    | Groupe | Classement | Pts | J  | G | N | P  | BP | BC  | DB   | Affluence |
| 1994                                                                | Éliminatoires UEFA (Europe) | 4      | 6e sur 6   | 0²  | 10 | 0 | 0 | 10 | 1  | 38  | -37  | 3 444     |
| 1998                                                                | Éliminatoires UEFA (Europe) | 6      | 5e sur 6   | 6   | 10 | 2 | 0 | 8  | 10 | 31  | -21  | 3 201     |
| 2002                                                                | Éliminatoires UEFA (Europe) | 1      | 5e sur 6   | 7   | 10 | 2 | 1 | 7  | 6  | 23  | -17  | 3 150     |
| 2006                                                                | Éliminatoires UEFA (Europe) | 4      | 6e sur 6   | 1   | 10 | 0 | 1 | 9  | 4  | 27  | -23  | 3 621     |
| 2010                                                                | Éliminatoires UEFA (Europe) | 7      | 6e sur 6   | 4   | 10 | 1 | 1 | 8  | 5  | 20  | -15  | 1 967     |
| 2014                                                                | Éliminatoires UEFA (Europe) | C      | 6e sur 6   | 1   | 10 | 0 | 1 | 9  | 4  | 29  | -25  | 3 690     |
| 2018                                                                | Éliminatoires UEFA (Europe) | B      | 4e sur 6   | 9   | 10 | 2 | 3 | 5  | 4  | 16  | -12  | 4 394     |
| 2022                                                                | Éliminatoires UEFA (Europe) | F      | 5e sur 6   | 4   | 10 | 1 | 1 | 8  | 7  | 23  | -16  | 3 451     |
| 2026                                                                | Éliminatoires UEFA (Europe) | L      | 4e sur 5   | 3   | 3  | 1 | 0 | 2  | 3  | 4   | -1   |           |
| Total                                                               | Total                       | Total  | Total      | 35  | 83 | 9 | 8 | 66 | 44 | 211 | -167 | 3 365     |
| - Meilleure performance - Pire performance - ²Victoire à 2 points   |                             |        |            |     |    |   |   |    |    |     |      |           |

### Parcours enChampionnat d'Europe
L'équipe des Îles Féroé n'a jamais participée à la phase finale du Championnat d'Europe. Elle est inscrite pour la première fois aux qualifications à l'Euro 1992 en Suède. Elle remporte ses premiers points dès son premier match de qualification, lors du « Miracle de Landskrona », où l'équipe a battu l'Autriche, pourtant largement favorite. Les meilleures performances sont faites pour l'Euro 1996 et l'Euro 2016 où l'équipe a engrangé 6 points en 10 matchs. Sa plus grande victoire a lieu le 25 mai 1995 où l'équipe féroïenne bat Saint-Marin, trois buts à zéro. La plus lourde défaite a lieu le 16 mai 1991, l'équipe s'est inclinée sept buts à zéro, face à la Yougoslavie.
| Année | Position     |      | Année         | Position      |               | Année | Position |
| 1960  | Non inscrite | 1988 | Non inscrite  | 2016          | Non qualifiée |       |          |
| 1964  | Non inscrite | 1992 | Non qualifiée | 2020          | Non qualifiée |       |          |
| 1968  | Non inscrite | 1996 | Non qualifiée | 2024          | Non qualifiée |       |          |
| 1972  | Non inscrite | 2000 | Non qualifiée | 2028          | À venir       |       |          |
| 1976  | Non inscrite | 2004 | Non qualifiée | 2032          | À venir       |       |          |
| 1980  | Non inscrite | 2008 | Non qualifiée |               |               |       |          |
| 1984  | Non inscrite |      | 2012          | Non qualifiée |               |       |          |

| Résultats des Îles Féroé lors des éliminatoires au Championnat d'Europe |               |        |            |     |    |   |   |    |    |     |      |           |
| Année                                                                   | Parcours      | Groupe | Classement | Pts | J  | G | N | P  | BP | BC  | DB   | Affluence |
| 1992                                                                    | Éliminatoires | 4      | 5e sur 5   | 3²  | 8  | 1 | 1 | 6  | 3  | 26  | -23  | 1 991     |
| 1996                                                                    | Éliminatoires | 8      | 5e sur 6   | 6   | 10 | 2 | 0 | 8  | 10 | 35  | -25  | 2 575     |
| 2000                                                                    | Éliminatoires | 9      | 6e sur 6   | 3   | 10 | 0 | 3 | 7  | 4  | 17  | -13  | 2 894     |
| 2004                                                                    | Éliminatoires | 5      | 5e sur 5   | 1   | 8  | 0 | 1 | 7  | 7  | 18  | -11  | 3 980     |
| 2008                                                                    | Éliminatoires | B      | 7e sur 7   | 0   | 12 | 0 | 0 | 12 | 4  | 43  | -39  | 2 818     |
| 2012                                                                    | Éliminatoires | C      | 6e sur 6   | 4   | 10 | 1 | 1 | 8  | 6  | 26  | -20  | 2 332     |
| 2016                                                                    | Éliminatoires | F      | 5e sur 6   | 6   | 10 | 2 | 0 | 8  | 6  | 17  | -11  | 3 705     |
| 2021                                                                    | Éliminatoires | F      | 5e sur 6   | 3   | 10 | 1 | 0 | 9  | 4  | 30  | -26  | 2 892     |
| 2024                                                                    | Éliminatoires | E      | 5e sur 5   | 2   | 8  | 0 | 1 | 7  | 2  | 13  | -11  | ?         |
| Total                                                                   | Total         | Total  | Total      | 28  | 86 | 7 | 8 | 71 | 46 | 225 | -179 | 3 113     |
| - Meilleure performance - Pire performance - ²Victoire à 2 points       |               |        |            |     |    |   |   |    |    |     |      |           |

### Parcours enLigue des nations
Pour la première édition de la Ligue des nations, l'équipe est incluse dans la Ligue D et elle termine troisième sur quatre d'un groupe comportant le Kosovo, l'Azerbaïdjan et Malte. L'édition suivante, la Landsliðið, termine premier du groupe 1 de Ligue D comportant Malte, la Lettonie et Andorre. Pour la troisième édition, l'équipe promue en Ligue C, tombe dans le groupe de la Turquie, du Luxembourg, et de la Lituanie et assure son maintien en terminant 3e devant cette dernière.
| Édition   | Ligue | Phase de Groupe | Phase de Groupe | Phase de Groupe | Phase de Groupe | Phase de Groupe | Phase de Groupe | Phase de Groupe | Phase finale | Phase finale | Phase finale | Phase finale | Phase finale | Phase finale | Phase finale | Phase finale |
| Édition   | Ligue | Class.          | M               | V               | N               | D               | bp              | bc              | Pays hôte    | Résultat     | M            | V            | N            | D            | bp           | bc           |
| --------- | ----- | --------------- | --------------- | --------------- | --------------- | --------------- | --------------- | --------------- | ------------ | ------------ | ------------ | ------------ | ------------ | ------------ | ------------ | ------------ |
| 2018-2019 | D     | 3/4             | 6               | 1               | 2               | 3               | 5               | 10              | 2019         | Inéligible   | Inéligible   | Inéligible   | Inéligible   | Inéligible   | Inéligible   | Inéligible   |
| 2020-2021 | D     | 1/4             | 6               | 3               | 3               | 0               | 9               | 5               | 2021         | Inéligible   | Inéligible   | Inéligible   | Inéligible   | Inéligible   | Inéligible   | Inéligible   |
| 2022-2023 | C     | 3/4             | 6               | 2               | 2               | 2               | 7               | 10              | 2023         | Inéligible   | Inéligible   | Inéligible   | Inéligible   | Inéligible   | Inéligible   | Inéligible   |
| 2024-2025 | C     | 3/4             | 6               | 1               | 3               | 2               | 5               | 6               | 2025         | Inéligible   | Inéligible   | Inéligible   | Inéligible   | Inéligible   | Inéligible   | Inéligible   |
| Total     | Total | Total           | 24              | 7               | 10              | 7               | 26              | 31              | Total        | Total        | 0            | 0            | 0            | 0            | 0            | 0            |

### Autres compétitions
Si ce n'est le Championnat nordique, les féroïens ont joué toutes ces compétitions avant leur affiliation à la FIFA et l'UEFA. Depuis 2001, les féroïens n'ont participé à aucune compétition mineure.

#### Championnat nordique
Lors de la dernière édition du Championnat nordique, en 2000-2001. L'équipe ne remporte aucun match, arrive à maintenir en échec la Suède, zéro à zéro mais perd tous ses autres matchs, contre la Finlande, l'Islande et le Danemark. Son dernier match contre la Norvège n'est pas joué, en cause, cela n'aurait pas affecté le classement. Durant ses matchs, l'équipe a marqué à 2 reprises mais a encaissé 6 buts soit une différence de buts de -4.
| Résultats des Îles Féroé lors des championnats nordiques |            |     |   |   |   |   |    |    |    |
| Année                                                    | Classement | Pts | J | G | N | P | BP | BC | DB |
| 2000-2001                                                | 6e sur 6   | 1   | 4 | 0 | 1 | 3 | 2  | 6  | -4 |

#### Jeux des îles
Les Îles Féroé participent à deux éditions du Jeux des îles, qu'ils remportent sans perdre le moindre match. Il remporte tous leurs matchs, les deux éditions confondues,. Depuis 1993, la sélection féroïenne n'a plus participé à aucune édition.
| Résultats des Îles Féroé lors des Jeux des îles |                  |                  |                  |                  |                  |                  |                  |                  |                  |
| Année                                           | Résultats        | J                | G                | N                | P                | BP               | BC               | DB               |                  |
| 1989                                            | Champion         | 4                | 4                | 0                | 0                | 20               | 1                | +19              |                  |
| 1991                                            | Champion         | 4                | 4                | 0                | 0                | 13               | 5                | +8               |                  |
| Depuis 1993                                     | Ne participe pas | Ne participe pas | Ne participe pas | Ne participe pas | Ne participe pas | Ne participe pas | Ne participe pas | Ne participe pas | Ne participe pas |
| Total                                           | Total            | 8                | 8                | 0                | 0                | 33               | 6                | +27              |                  |

#### Coupe du Groenland
Pour la première édition de la Coupe du Groenland jouée en Islande, la sélection féroïenne termine 2e sur 3 derrière l'Islande mais devant le Groenland. La seconde édition jouée au Groenland est remporté par les féroïens cependant l'Islande n'y a pas participé. Pour la dernière édition, en 1984, l'équipe termine première ex-aequo avec l'Islande, même nombre de points, même nombre de buts marqués et encaissés.
| Résultats des Îles Féroé lors des éditions de la coupe du Groenland |           |     |   |   |   |   |    |    |    |
| Année                                                               | Résultats | Pts | J | G | N | P | BP | BC | DB |
| 1980                                                                | Second    | 2   | 2 | 1 | 0 | 1 | 7  | 2  | +5 |
| 1983                                                                | Champion  | 3   | 2 | 1 | 1 | 0 | 3  | 2  | +1 |
| 1984                                                                | Champion  | 3   | 2 | 1 | 1 | 0 | 1  | 0  | +1 |
| Total                                                               | Total     | 6   | 6 | 3 | 2 | 1 | 11 | 4  | +7 |

#### Tournoi Adam Shield
Ce tournoi a été disputé à dix reprises, de 1935 à 1967, les féroïens l'ont remporté à huit reprises dont les cinq dernières éditions entre 1957 et 1967.
| Liste des éditions du Tournoi Adam Shield |               |       |               |
| Date                                      | Vainqueur     | Score | Finaliste     |
| 1935                                      | Îles Shetland | 5 - 2 | Îles Féroé    |
| 1948                                      | Îles Féroé    | 4 - 1 | Îles Shetland |
| 1951                                      | Îles Féroé    | 7 - 2 | Îles Shetland |
| 1953                                      | Îles Féroé    | 5 - 0 | Îles Shetland |
| 1955                                      | Îles Shetland | 1 - 0 | Îles Féroé    |
| 1957                                      | Îles Féroé    | 4 - 1 | Îles Shetland |
| 1959                                      | Îles Féroé    | 4 - 1 | Îles Shetland |
| 1961                                      | Îles Féroé    | 6 - 1 | Îles Shetland |
| 1963                                      | Îles Féroé    | 3 - 2 | Îles Shetland |
| 1967                                      | Îles Féroé    | 1 - 0 | Îles Shetland |

## Statistiques
De 24 août 1988 au 24 juin 2022, l'équipe des Îles Féroé a joué 225 matchs selon la FIFA pour un bilan de 35 victoires, 28 matchs nuls et 162 défaites. Elle a marqué 157 buts et en a encaissé 534.

### Sélections rencontrées
La sélection féroïenne a quasi exclusivement rencontré des sélections européennes. La seule confrontation contre une sélection ne faisant pas partie de l'UEFA, a eu lieu en 1989 lorsque les féroïens ont rencontré à deux reprises le Canada faisant partie de la CONCACAF. Les féroïens ont remporté le premier match, un but à zéro et se sont incliné un but à zéro lors du second match.

### Adversaires les plus fréquents
L'équipe n'a joué que 2 matchs contre des sélections non-européennes, il s'agit du Canada, à deux reprises en 1989 avec comme bilan, une victoire et une défaite. Du fait de son assez faible niveau par rapport aux nations de l'UEFA, elle connaît une majorité de défaites.
Géographiquement situé entre l'Islande et l'Écosse, la sélection féroïenne a réussi à battre l'un de ses voisins qu'une seule fois (une victoire contre l'Islande en 2009, aucune victoire contre l'Écosse). Les 10 sélections les plus affrontées sont l'Islande (14 confrontations), suivie de l'Écosse et de la Lituanie (11 rencontres), puis vient Malte (10 rencontres) puis l'Autriche, le Liechtenstein, l'Estonie, la Roumanie, la Tchéquie et la Lettonie (8 rencontres). Si ce n'est contre Malte et le Liechtenstein, la Landsliðið a un bilan négatif contre chacune des sélections qu'elle a affronté 8 fois ou plus. Cependant, elle a réussi à remporter au moins une victoire contre toutes si ce n'est l'Écosse, la Tchéquie et la Roumanie.
| Adversaire    | Joués | Victoires | Matchs nuls | Défaites | Buts pour | Buts contre | Ref.   |
| ------------- | ----- | --------- | ----------- | -------- | --------- | ----------- | ------ |
| Islande       | 14    | 1         | 0           | 13       | 8         | 25          | [ 16 ] |
| Écosse        | 11    | 0         | 2           | 9        | 6         | 31          | [ 17 ] |
| Lituanie      | 11    | 2         | 2           | 7        | 8         | 15          | [ 18 ] |
| Malte         | 10    | 6         | 2           | 2        | 19        | 14          | [ 19 ] |
| Autriche      | 8     | 1         | 1           | 6        | 4         | 21          | [ 20 ] |
| Estonie       | 8     | 2         | 1           | 5        | 11        | 19          | [ 21 ] |
| Lettonie      | 8     | 1         | 5           | 2        | 6         | 6           | [ 22 ] |
| Liechtenstein | 8     | 8         | 0           | 0        | 21        | 4           | [ 23 ] |
| Roumanie      | 8     | 0         | 0           | 8        | 2         | 26          | [ 24 ] |
| Tchéquie      | 8     | 0         | 0           | 8        | 1         | 18          | [ 25 ] |

### Classement FIFA
Du fait du niveau assez faible de l'équipe, le classement des Îles Féroé est depuis 1992, moyen voire bas. Débutant à la 94e place en 1992, il réussit l'exploit de se classer 83e en 2016, ce qui constitue le meilleur rang annuel de son histoire à ce jour. En juillet 2015 et octobre 2016, l'équipe s'est même hissée à la 74e place, meilleur classement de son histoire. Entre 1992 et 2021, les Îles Féroé occupe en moyenne le 128e rang. La victoire contre la Grèce lui a permis de remonter de la 170e à la 104e place, en novembre 2014.
| Année               | 1993 | 1994 | 1995 | 1996 | 1997 | 1998 | 1999 | 2000 | 2001 | 2002 | 2003 | 2004 | 2005 | 2006 | 2007 |
| ------------------- | ---- | ---- | ---- | ---- | ---- | ---- | ---- | ---- | ---- | ---- | ---- | ---- | ---- | ---- | ---- |
| Classement mondial  | 115  | 133  | 120  | 135  | 117  | 125  | 112  | 117  | 117  | 114  | 126  | 131  | 132  | 181  | 194  |
| Classement européen | 38   | 46   | 45   | 47   | 45   | 47   | 46   | 46   | 47   | 46   | 46   | 46   | 50   | 50   | 53   |

| Année               | 2008 | 2009 | 2010 | 2011 | 2012 | 2013 | 2014 | 2015 | 2016 | 2017 | 2018 | 2019 | 2020 | 2021 | 2022 |
| ------------------- | ---- | ---- | ---- | ---- | ---- | ---- | ---- | ---- | ---- | ---- | ---- | ---- | ---- | ---- | ---- |
| Classement mondial  | 184  | 117  | 136  | 116  | 153  | 170  | 104  | 97   | 83   | 95   | 98   | 110  | 107  | 123  | 123  |
| Classement européen | 51   | 46   | 48   | 45   | 50   | 51   | 44   | 40   | 37   | 42   | 43   | 44   | 43   | 47   | 47   |

| Année                | 2023 | 2024 | 2025 | 2026 | 2027 | 2028 | 2029 | 2030 | 2031 | 2032 | 2033 | 2034 | 2035 | 2036 | 2037 |
| -------------------- | ---- | ---- | ---- | ---- | ---- | ---- | ---- | ---- | ---- | ---- | ---- | ---- | ---- | ---- | ---- |
| Classement mondial   | 135  | 137  |      |      |      |      |      |      |      |      |      |      |      |      |      |
| Classement en Europe | 47   | 47   |      |      |      |      |      |      |      |      |      |      |      |      |      |

## Composition

### Effectif actuel
Voici l'effectif de Håkan Ericson pour la trêve internationale de mars 2025, comportant 2 matchs de qualification pour la Coupe du monde 2026.

### Records individuels

#### Joueurs les plus capés
Les joueurs en gras sont encore en activité.
 Mis à jour le 6 octobre 2023.
| #   | Joueurs               | Carrière    | Sélections | Buts | Dernier match en sélection                      |
| --- | --------------------- | ----------- | ---------- | ---- | ----------------------------------------------- |
| 1.  | Fróði Benjaminsen     | 1999-2017   | 95         | 6    | contre Hongrie, le 10 octobre 2017.             |
| 2.  | Óli Johannesen        | 1992-2007   | 83         | 1    | contre Écosse, le 6 juin 2007.                  |
| 3.  | Joan Simun Edmundsson | depuis 2009 | 81         | 8    | contre Moldavie, le 10 septembre 2023.          |
| 4.  | Jákup Mikkelsen       | 1995-2012   | 73         | 0    | contre Islande, le 15 août 2012.                |
| 4.  | Hallur Hansson        | depuis 2012 | 73         | 5    | contre Luxembourg, le 14 juin 2022.             |
| 6.  | Gunnar Nielsen        | depuis 2009 | 70         | 0    | contre République Tchèque, le 11 novembre 2022. |
| 6.  | Viljormur Davidsen    | depuis 2013 | 70         | 4    | contre Moldavie, le 10 septembre 2023.          |
| 8.  | Jens Martin Knudsen   | 1988-2006   | 65         | 0    | contre Pologne, le 14 mai 2006.                 |
| 9.  | Julian Johnsson       | 1995-2006   | 62         | 4    | contre Écosse, le 2 septembre 2006.             |
| 10. | Jákup á Borg          | 1998-2010   | 61         | 2    | contre Estonie, le 11 août 2010.                |

#### Meilleurs buteurs
Les joueurs en gras sont encore en activité.
 Mis à jour le 6 octobre 2023.
| #   | Joueurs               | Carrière    | Buts | Sélections | Moyenne | Dernier but en sélection                  |
| --- | --------------------- | ----------- | ---- | ---------- | ------- | ----------------------------------------- |
| 1.  | Klæmint Olsen         | depuis 2012 | 10   | 58         | 0,17    | contre Israël, le 15 novembre 2021.       |
| 1.  | Rógvi Jacobsen        | 1999-2009   | 10   | 53         | 0,18    | contre Italie, le 21 novembre 2007.       |
| 3.  | Todi Jónsson          | 1991-2005   | 9    | 45         | 0,2     | contre Islande, le 4 février 2000.        |
| 4.  | Uni Arge              | 1992-2002   | 8    | 37         | 0,22    | contre Liechtenstein, le 13 février 2002. |
| 4.  | John Petersen         | 1995-2004   | 8    | 57         | 0,14    | contre Luxembourg, le 24 février 2004.    |
| 4.  | Joan Simun Edmundsson | depuis 2009 | 8    | 81         | 0,1     | contre Malte, le 7 septembre 2018.        |
| 7.  | Christian Holst       | 2003-2015   | 6    | 50         | 0,12    | contre Finlande, le 7 septembre 2014.     |
| 7.  | Brandur Hendriksson   | depuis 2014 | 6    | 52         | 0,12    | contre Liechtenstein, le 7 juin 2021.     |
| 7.  | Fróði Benjaminsen     | 1999-2017   | 6    | 95         | 0,06    | contre Kazakhstan, le 6 septembre 2013.   |
| 10. | Súni Olsen            | 2001-2013   | 5    | 54         | 0,09    | contre Lituanie, le 9 septembre 2009.     |
| 10. | Julian Johnsson       | 1995-2006   | 5    | 62         | 0,08    | contre Luxembourg, le 24 février 2004.    |
| 10. | Hallur Hansson        | depuis 2012 | 5    | 73         | 0,07    | contre Malte, le 7 septembre 2018.        |

### Sélectionneurs

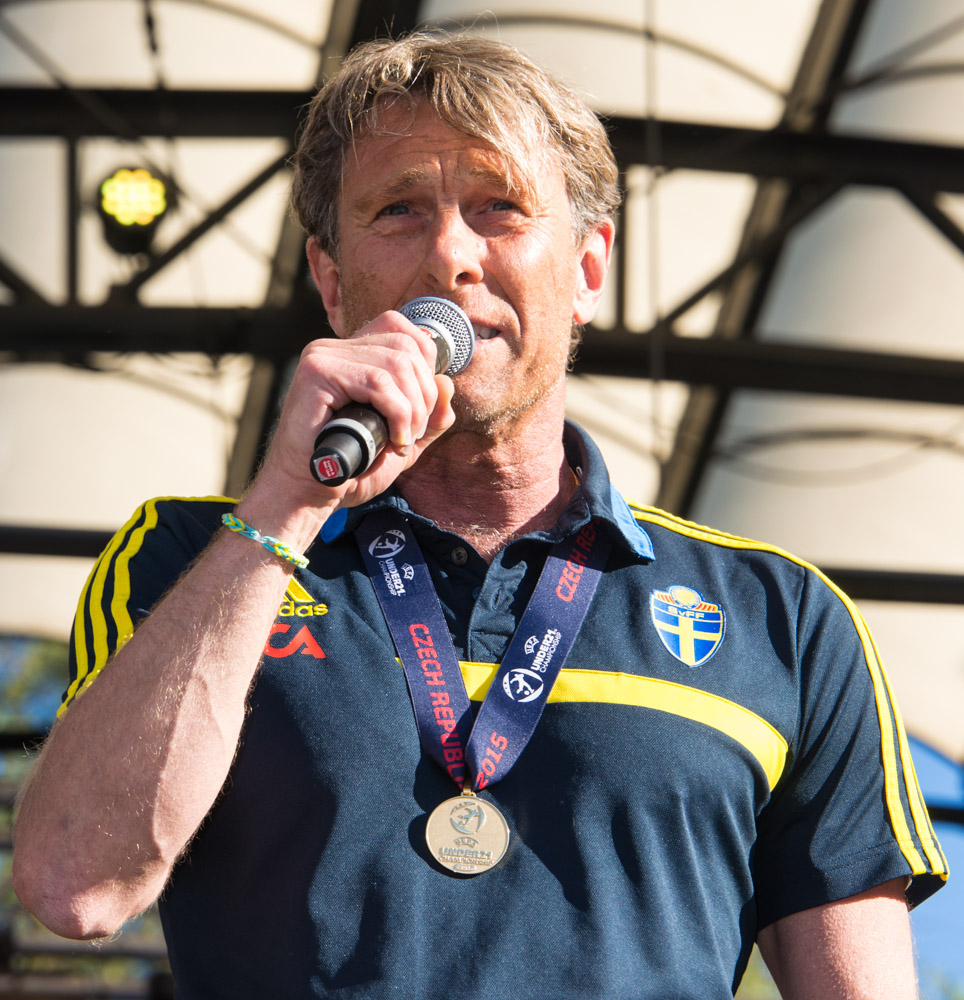
L'actuel sélectionneur de la sélection féroïenne Håkan Ericson

En 1988, l'islandais Páll Guðlaugsson est nommé par la FSF pour prendre les rênes de la toute nouvelle équipe féroïenne, récemment affilié à la FIFA. En cinq années, il ne réussit qu'à remporter deux matchs dont celui contre l'Autriche. En 1994, le danois Allan Simonsen est nommé contre toute attente, nouveau sélectionneur de cette petite nation du football alors qu'il fut nommé « joueur européen de l'année » en 1977. Durant sept années, il a élevé le niveau de l'équipe les faisant passer d'un niveau de jeu amateur à un niveau de jeu plus professionnel. Il a notamment demandé à la FSF de rallonger le championnat local.
En 2002, le danois et vainqueur de l'Euro 1992, Henrik Larsen succède à Allan Simonsen et obtient de bons résultats, réussissant à tenir en échec les Écossais et à s'incliner seulement deux buts à un face aux allemands. En 2006, le premier sélectionneur féroïen est nommé à la tête de l'équipe, il s'agit de Jógvan Martin Olsen. Il ne remporta aucun de ses 20 matchs avec la sélection alors au niveau le plus bas.
En 2009, l'irlandais Brian Kerr succède au sélectionneur féroïen. Il remporte en 2009, son premier match avec la sélection, un match qualificatif contre la Lituanie, première fois féroïenne en qualification depuis 2001. Le sélectionneur irlandais démissionne à la suite de négociations infructueuses avec la FSF. En 2011, un accord est trouvé avec un autre vainqueur de l'Euro 1992, le Danois Lars Olsen. Il remporte avec la sélection, les deux matchs les opposant à la Grèce, l'un des plus grands bouleversements de l'histoire du football. Il obtient le second meilleur bilan, tous sélectionneurs confondus.
Après 8 années à la tête de la sélection, Lars Olsen est remplacé en 2019, par le suédois Håkan Ericson. Depuis sa nomination, le sélectionneur est promu avec son équipe, en Ligue C après avoir terminé premier de la poule 1 en Ligue D. Il a jusqu'à aujourd'hui, le meilleur bilan de tous les sélectionneurs féroïens, or intérim. Ils ont remporté ou fait match nul lors de 50 % des matchs et ont perdu 50 % des matchs.
Mis à jour le 18 juin 2025.
| Liste des sélectionneurs des îles Féroé depuis 1988 (intérim inclus) |             |        |        |      |        |     |     |      |          |
| Sélectionneur                                                        | Période     | Matchs | Gagnés | Nuls | Perdus | BM  | BC  | DIFF | Gagnés % |
| Páll Guðlaugsson                                                     | 1988-1993   | 25     | 2      | 3    | 20     | 9   | 76  | -67  | 8        |
| Johan Nielsen Jógvan Norðbúð                                         | 1993        | 1      | 0      | 0    | 1      | 0   | 4   | -4   | 0        |
| Allan Simonsen                                                       | 1994-2001   | 52     | 8      | 7    | 37     | 37  | 119 | -82  | 15,38    |
| Jógvan Martin Olsen                                                  | 2002        | 2      | 1      | 0    | 1      | 2   | 2   | 0    | 50       |
| Henrik Larsen                                                        | 2002-2005   | 26     | 5      | 2    | 19     | 24  | 62  | -38  | 19,23    |
| Jógvan Martin Olsen                                                  | 2006-2008   | 20     | 0      | 1    | 19     | 8   | 64  | -56  | 0        |
| Heðin Askham                                                         | 2009        | 1      | 1      | 0    | 0      | 2   | 1   | +1   | 100      |
| Brian Kerr                                                           | 2009-2011   | 19     | 2      | 3    | 14     | 10  | 46  | -36  | 10,53    |
| Lars Olsen                                                           | 2011-2019   | 56     | 9      | 7    | 40     | 37  | 114 | -77  | 16,07    |
| Håkan Ericson                                                        | 2019-2025   | 50     | 10     | 13   | 26     | 42  | 82  | -40  | 20       |
| Eyðun Klakstein                                                      | depuis 2025 | 4      | 1      | 0    | 3      | 3   | 5   | -2   | 25       |
| Total                                                                | Total       | 253    | 39     | 35   | 179    | 176 | 575 | -399 | 15,41    |